# Карл VIII (король Швеції)
Карл VIII Кнутссон (5 жовтня 1409 — 14 травня 1470) — регент Швеції у 1438—1440 роках, король Швеції у 1448—1457, 1464—1465, 1467—1470 роках, Норвегії з 1449 до 1450 року як Карл I. Походив з аристократичної родини Бонде.

## Біографія

### Молоді роки
Карл був сином Кнута Бонде, лицаря та члена Державної ради Швеції, й Маргарети Спарре ав Тофта, представниці знатної родини. Завдяки матері Карл мав родинні зв'язки з нащадками шведської королівської династії Фолькунгів.
З розгортанням повстання Енґельбректа Енґельбректссона Карл Бонде підтримав його, що дозволило останньому стати у 1434 році членом Державної ради. Бонде вирішив використати це повстання у власних інтересах захоплення влади. Почалася боротьба з Енгельбректсоном за владу, внаслідок якої у 1436 році останній загинув, а Карл Бонде став головою Державної ради.
В той же час Карл продовжував загальну шведську політику із здобуття незалежності від Данії. Врешті-решт у 1438 році Карла Бонде обрано було регентом королівства, а влада короля Еріка пала. Карл фактично очолив державу. Проте незабаром він стикнувся з новою загрозою в особі небожа Еріка — Хрістофера Баварського. В цій боротьбі Карл Бонде зазнав невдачі й вимушений був визнати Хрістофера новим королем Швеції у 1440 році. У 1441 році король Хрістофер призначив Карла лордом-юстиціарієм Швеції, але вже наприкінці року він подав у відставку. Після цього Бонде було призначено губернатором м. Виборга. Тут він здійснював фактично незалежну політику.

### Правління
Після смерті у 1448 році Хрістофера Баварського Карл Бонде почав намагатися здобути корону Швеції. Маючи значну підтримку у Державній раді та серед знаті він досяг цього. 20 червня 1448 року його було обрано новим королем Швеції.
Із самого початку Карл VIII зіткнувся із загрозою з боку Данії, де новим королем став Кристіан I. Спочатку протистояння між королями тривало за Норвегію. Там відбувалися збурення щодо кандидатури нового короля — Карл VIII та Кристіан I мали своїх прихильників серед норвезьких станів. Врешті-решт перевагу здобув Карл шведський, якого було короновано 20 листопада 1449 року у Тронгеймі новим королем Норвегії під ім'ям Карл I. Але Кристіан I не відмовився від наміру зайняти Норвегію. Його приготування злякали шведську аристократію, яка не бажала війни з Данією. Тому державна рада Швеції стала наполягати на тому, щоб Карл VIII відмовився від прав на Норвегію. Скорившись цьому тиску Карл Бонде у 1450 році зрікся норвезької корони.
Карл VIII намагався реформувати фінансову сферу Швеції. Для цього у 1453 році видав наказ щодо налагодження грошової справи країни.
Проте це не уберегло від війни з Данією. Кристіан I бажав здобути й шведську корону. У Швеції він спирався на родини Оксенштерна та Ваза, які були супротивниками короля Карла VIII. У 1457 році спалахнуло повстання проти нього. У цьому ж році новим королем Швеції став Кристіан I. У 1464 році, скориставшись невдоволенням політикою данського короля, Карл VIII повернув собі корону Швеції. Проте довго не зміг втриматися на троні й у 1465 році втратив його на користь Кристіана I. Попри це Карл не складав зброї, продовжуючи боротьбу — у 1467 році він при підтримці родини Тотт та церкви знову повернув собі корону.
Помер Карл VIII 14 травня 1470 року у Стокгольмі.

## Родина
1 Дружина — Бірґітта Туресдоттір Б'єлке (д/н-1436)
Діти:
- Туре (пом. до 1447)
- Христина (бл. 1432—до 1500), з 1446 дружина Еріка Еріксона Гилленшерни (пом. бл. 1477), шведського аристократа

2 Дружина (з 5 жовтня 1438) — Катаріна Карлсдоттер
Діти:
- Маргарета (1442—1462)
- Магдалена (1445—1495), дружина (з 21 вересня 1466) Івара Аксельсона Тотта, шведського аристократа, дітей не мали
- Рікісса (нар. бл.1445), черниця в абатстві Вадстена
- Бірґітта (1446—1469), черниця в абатстві Вадстена
- ще четверо синів померли незабаром після народження

Коханка (перед смертю Карл VIII з нею офіційно одружився в 1470) — Христина Абрагамсдоттір (1432—1492), донька Абрагама Педерсона, фінського аристократа та губернатора Расеборга
Діти:
- Анна (Карін) (?-?), дружина Гокона Свенссона Бонде, губернатора Вестероса
- Карл (1465—1488), по смерті батька шведський парламент не признав за ним права престолонаслідування